# Верхняя Швабия

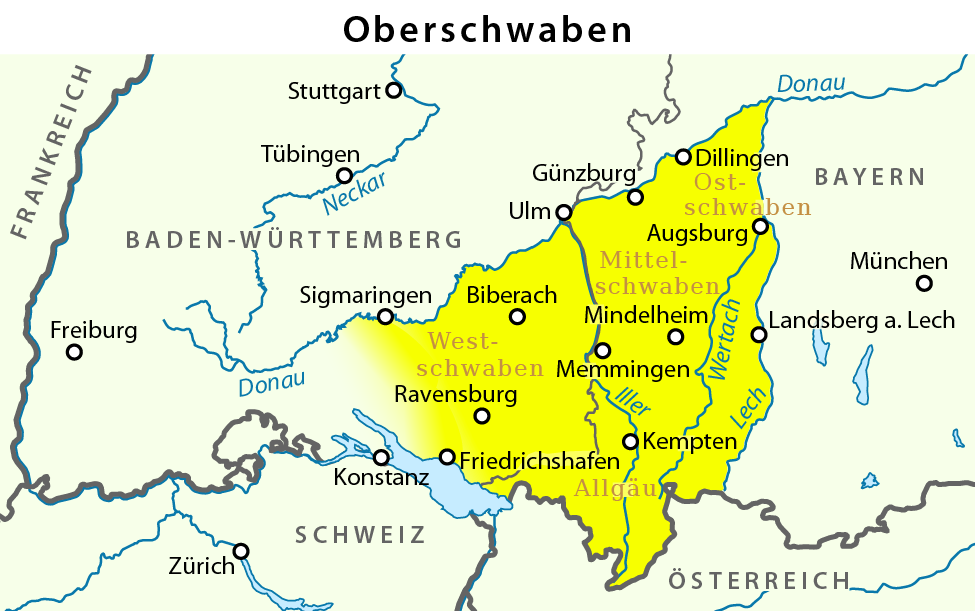

Ве́рхняя Шва́бия (нем. Oberschwaben) — местность на юго-востоке немецкой федеральной земли Баден-Вюртемберг. Образующий своего рода треугольник, этот исторический ландшафт ограничен реками Дунай (с севера) и Лех (с востока), а также Боденским озером и Альпами (с юга).
Основные города: Равенсбург, Биберах, Фридрихсхафен. Множество городков-курортов: Бад-Бухау, Бад-Шуссенрид, Бад-Вальдзе, Бад-Вурцах.
Ландшафт холмистый. В сельском хозяйстве преобладают молочное скотоводство, садоводство; распространено выращивание хмеля.
В Верхней Швабии располагалось много дворянских владений, таких как Кенигсег-Аулендорф, Шенк фон Штауффенберг, Ульм-Эрбах, Зюскинд и прочих.
Отличительной чертой церковно-монастырской архитектуры Верхней Швабии является ярко выраженное барокко.

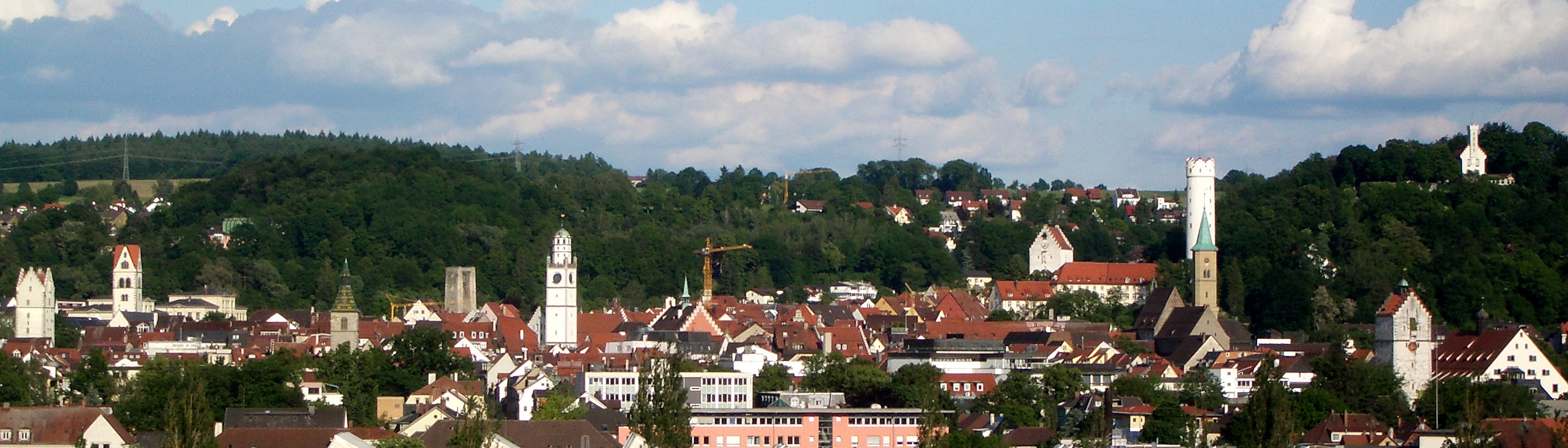
Панорама Равенсбурга.